# Казачья зима
Казачья зима (нем. Kosakenwinter) — размещение датских, шведских и русских войск в Шлезвиг-Гольштейне зимой 1813—1814 года. Русские казаки составляли наименьшую часть войск, но производили наибольшее впечатление на население.
После победы России в Отечественной войне в 1812 году противники Наполеона — Пруссия, Австрийская империя, Швеция, Россия и Великобритания — заключили союз против Наполеона. Дания продолжала поддерживать Францию. После Битвы народов под Лейпцигом (16-19 октября 1813 года) шведско-русско-прусская армия числом 57 000 человек под командованием шведского наследного принца Карла Юхана двинулась в Шлезвиг-Гольштейн и разбила датские войска, но они смогли отступить и укрыться в крепости Рендсбург.

## Казачья зима в Восточном Гольштейне
14 января 1814 года в Киле были подписаны мирные договоры, но иностранные войска оставались в Гольштейне. Расквартирование в Восточном Гольштейне началось в июле 1814 года. В письме от 12 июля 1814 года комиссия по возвращению в права владения герцогствами уведомила магистрат Ольденбурга, что армия под командованием генерала от кавалерии графа Беннигсена желает переместить демаркационную линию дальше на восток, чтобы освободить территории герцогства Гольштейн, ранее пострадавшие от расквартирования.
Штаб Переяславского конно-егерского полка был перенесен в Лензан. Отдельные подразделения были размещены в Бешендорфе, Варендорфе, Госдорфе, Гюльденштейне, Дамлосе, Зиверсхагене, Кабельхорсте, Квале, Козелау, Лангенхагене, Манхагене, Марксдорфе, Мёнхневерсдорфе, Нинраде, Петерсдорфе, Ретвише, Рипсдорфе, Рютинге, Халендорфе, Хармсдорфе, Цисмаре и Швинкуле.
Население сильно пострадало от дороговизны размещения:
Уже четыре недели ходят слухи, что русские выступают. Но они все еще тут. Они совершенно разорили хозяев конюшен, иногда воруют у крестьян фураж, и их все тяжелее содержать. Сколько потрачено на свет и дрова! Скорее бы они ушли.
В декабре 1814 года войска покинули истощенную территорию. В сводке, составленной в 1821 году, Фридрих Бёрм сообщает об ущербе для фидеикомиссных поместий:
…из расчета на один день относящимся к кавалерии 4083 офицерам и 96 504 унтер-офицерам и рядовым, расквартированным в герцогских поместьях… доставлено натурой: 37 511 фунтов хлеба, 8830 фунтов сала, 8314 фунтов перловой крупы, 1264 фунта гороха, 1009 тонн овса, 115 983 фунта сена и 29 235 фунтов соломы.
В 1817 году датское государство возместило часть расходов.

## Казачья зима в Пиннеберге
Во время осады Гамбурга зимой 1813—1814 года штаб русских войск генерала Беннигсена находился в Пиннеберге.
От расквартирования войск полковника Долона, генерала Палена и генерала Воронцова особенно пострадало население Итерзена. Практически каждый день иностранные войска проходили через город по тогдашней Херштрассе. Иностранные войска размещались во всех частных домах и общественных зданиях, и их нужно было кормить. Происходили мародёрство, вымогательство под угрозой поджога и налеты на население. За это время расположились лагерем или прошли через город около 48 000 солдат и 28 800 лошадей. Затраты города и монастыря были колоссальны. Общий ущерб города от повреждений, налетов и поборов составил около 20 000 талеров. Кроме того, были понесены расходы на размещение и кормление войск и лошадей. Только расходы на проживание полковника Долона и генерал-лейтенанта Воронцова составили около 2160 талеров. Ежедневно они требовали бесплатный стол для себя и своих 30-40 офицеров. Лазарет для больных и раненых обошелся монастырю в 11 000 талеров. После вывода войск монастырь получил возмещение в бонах (русский долг). Населению, однако, ничего компенсировано не было.